# Матиашовска-Агаева, Яна
Яна Матиашовска-Агаева (азерб. Yana Matiaşovska-Ağayeva, род. 7 июля 1987 года, Братислава, Чехословакия) — словацко-азербайджанский, волейбольный игрок, национальной сборной Азербайджана и польского клуба «Атом-Трефл». Выступает на позиции нападающего. С ростом в 200 см является одной из самых высоких волейболисток мира.

## Клубная карьера
| Сезон       | Клуб                     | Страна           |
| ----------- | ------------------------ | ---------------- |
| 2000 - 2005 | «Славия» Братислава      | Словакия         |
| 2005 - 2009 | «Юниверсити оф Луисвилл» | США              |
| 2009 - 2010 | «Уралочка»               | Россия           |
| 2010 - 2011 | «Азеррейл» Баку          | Азербайджан      |
| 2011 - 2012 | «Азерйолсервис» Баку     | Азербайджан      |
| 2012 - 2013 | «Хенде»                  | Республика Корея |
| 2013 - 2014 | «Азерйол» Баку           | Азербайджан      |
| 2014 - н.в. | «Атом-Трефл»             | Польша           |

## Сборная Азербайджана
С 2012 года защищает цвета национальной сборной Азербайджана.  Была вновь включена в состав основной сборной страны в августе 2014 года. В составе сборной Азербайджана принимала участие на чемпионате мира 2014 года, проходившим в Италии.

## Турниры
| №    | Турнир                                                                   |
| ---- | ------------------------------------------------------------------------ |
| 2005 | Чемпионат Европы по волейболу среди женщин 2005                          |
| 2007 | Чемпионат Европы по волейболу среди женщин 2007                          |
| 2008 | Летние Олимпийские игры 2008, Европейская квалификация                   |
| 2013 | Чемпионат Европы по волейболу среди женщин 2013                          |
| 2014 | Чемпионат мира по волейболу среди женщин 2014 — Европейская квалификация |
| 2014 | Женская волейбольная Евролига 2014                                       |
| 2015 | Чемпионат Европы по волейболу среди женщин 2015                          |

## Достижения
- 2001/2002 - золотой призёр женской волейбольной Супер-Лиги Словакии в составе ЖВК «Славия» Братислава.
- 2002/2003 - серебряный призёр Чехо-Словацкого Кубока в составе ЖВК «Славия» Братислава.
- 2003/2004 - 1/4 финалистка Кубка ЕКВ в составе ЖВК «Славия» Братислава.
- 2009 - бронзовый призёр российской Супер-Лиги в составе ЖВК «Уралочка» Свердловск.
- 2009 - Финалистка Кубка ЕКВ в составе ЖВК «Уралочка» Свердловск.
- 2009/2010 - 4 место в российской Супер-Лиги в составе ЖВК «Уралочка» Свердловск.
- 2009/2010 - 4 место в Кубке ЕКВ в составе ЖВК «Уралочка» Свердловск.
- 2010/2011 - серебряный призёр женской волейбольной Супер-Лиги Азербайджана в составе ЖВК «Азеррейл» Баку.
- 2010/2011 - золотой призёр Кубка Вызова ЕКВ в составе ЖВК «Азеррейл» Баку.
- 2013/2014 - серебряный призёр женской волейбольной Супер-Лиги Азербайджана в составе ЖВК «Азерйол» Баку.

## См.также
- Женская сборная Азербайджана по волейболу
- Волейбол в Азербайджане